# IC 2362
IC 2362 је двојна звијезда у сазвјежђу Рак која се налази на листи објеката дубоког неба у Индекс каталогу.
Деклинација објекта је + 19° 56' 28" а ректасцензија 8h 25m 41,5s.